# Jurcawa (przystanek kolejowy)
Jurcawa (biał. Юрцава; ros. Юрцево) – przystanek kolejowy pomiędzy miejscowościami Jurcawa (pol. hist. Jurcewo) i Abuchawa, w rejonie orszańskim, w obwodzie witebskim, na Białorusi. Leży na linii Witebsk - Orsza.